# Phlugiolopsis henryi
Phlugiolopsis henryi är en insektsart som beskrevs av Frederick Everard Zeuner 1940. Phlugiolopsis henryi ingår i släktet Phlugiolopsis och familjen vårtbitare. Inga underarter finns listade i Catalogue of Life.